# Bernardo de Balbuena
Bernardo de Balbuena (Valdepeñas, 1561 – San Juan, ottobre 1627) è stato un poeta spagnolo, uno dei primi poeti a decantare le meraviglie del Nuovo Mondo.

## Biografia

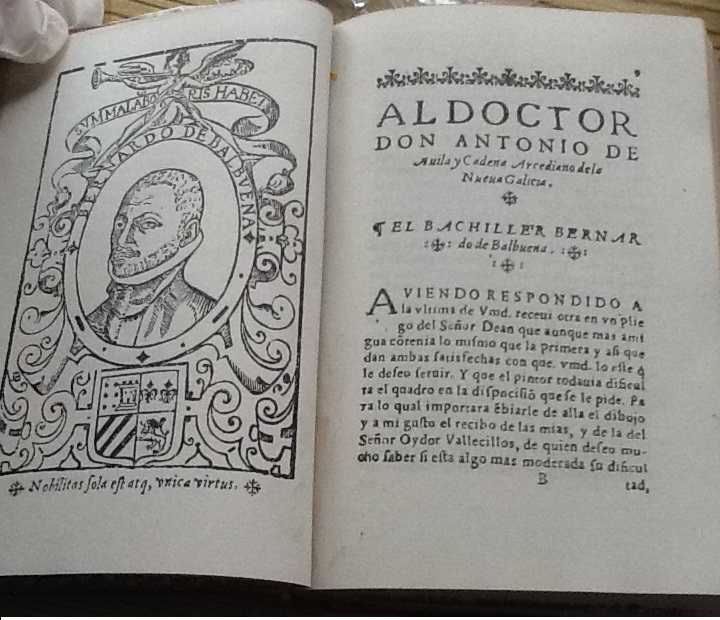
Xilografia di un ritratto di Balbuena nell'edizione della Sociedad de Bibliófilos Mexicanos

Nacque in Spagna e, dopo aver abbracciato la carriera ecclesiastica, in giovane età si trasferì in America centrale, a Città del Messico, dove proseguì gli studi in teologia, che però concluse in Spagna dove ottenne il dottorato.
Nei primi anni del Seicento fu impegnato in varie missioni in Giamaica e a Porto Rico, dove nel 1620 ottenne la nomina di vescovo.  Nel Nuovo Mondo ebbe modo di comporre un elevato numero di versi, parte dei quali andarono distrutti nel 1625 durante l'assalto degli olandesi che diedero fuoco alla sua biblioteca.

## Opere
Oltre all'opera El divino Christiados andata perduta, di Balbuena sono giunti sino a noi tre grandi poemi: La Grandeza Mexicana pubblicato nel 1604, composto da liriche eleganti che descrivono le bellezze naturali e le ricchezze materiali del Messico, allora ribattezzato "Nuova Spagna". I settori studiati e presentati al lettore furono svariati, dato che Balbuena inserì dettagli sul clima, sulla geografia, sull'architettura, sui tipi umani, sulla vegetazione, sugli animali, ecc.
Il poema è caratterizzato dalla presenza di molte metafore, giochi di parole, aggettivi maestosi, al punto da venir considerato uno degli scritti in stile barocco più riusciti.
Il secondo poema sopravvissuto nel tempo è la collezione di egloghe Siglo de Oro en las selvas de Erifile ispirata dall'Arcadia di Sannazzaro, mentre il terzo documento dell'attività letteraria di Balbuena è il voluminoso El Bernardo o la victoria de Roncesvalles stampato nel 1624, in cui si nota l'influenza di Ludovico Ariosto. L'opera è formata da ben quarantamila versi e si rivela più che altro uno zibaldone di elementi compositi, dalle tracce di classici e di autori italiani sino a frammenti cavallereschi e romanzeschi.
Profondo conoscitore sia degli autori latini sia di quelli italiani, ammiratore del Petrarca e del Tasso, Balbuena si dimostrò un abile costruttore di versi.
Il vertice lirico delle sue opere è visibile nell'intenso gusto naturalistico e in una peculiare percezione coloristica, ispirati dalle visioni delle bellezze del Nuovo Mondo, immerse su un fondo tendente al malinconico.

## Opere principali
- Grandeza mexicana del bachiller Bernardo de Balbuena, dirigida al ilvstrísimo Y Reverenisimo Don Fr. García de Mendoza y Zuñiga, Arzobispo de México. Del Colegio de su Magestad, Messico, Melchior Ocharte, 1604;
- Grandeza Mexicana del Bachiller Bernardo de Balbuena, dirigida al excelentísimo don Pedro Fernández de Castro, Conde de Lemos, y Andrade, Marques de Sarria, y Presidente del Real Consejo de Indias, Messico, Diego López Dávalos,1604;
- Siglo de oro en las selvas de Erífile; del dotor Bernardo de Balbuena...; en que se describe una agradable y rigurosa imitación del estilo pastoril de Teócrito, Virgilio y Sanazaro..., Madrid, 1608;
- El Bernardo o Victoria de Roncesvalles : poema heroyco del doctor don Bernardo de Balbuena abad maior de la isla de Iamayca ..., Madrid, 1624;
- Grandeza mexicana y fragmentos del Siglo de oro y El Bernardo, Messico, 1941;
- Siglo de Oro en las selvas de Enfile, José Carlos González Boixo, Xalapa, Universidad Veracruzana, 1989.
- Poesía lírica, Matías Barchino, Ciudad Real, Biblioteca de Temas y Estudios Manchegos-Diputación de Ciudad Real, 2000.